# Pongpet Thongklet
Pongpet Thongklet (tiếng Thái: ป้องเพชร  ทองเกล็ด, sinh ngày 7 tháng 9 năm 1995), còn được biết với tên đơn giản Jib (tiếng Thái: จิ๊บ). Anh là một cầu thủ bóng đá từ Chiang Mai, Thái Lan.